# Liste der Parlamentsabgeordneten von Malta (11. Wahlperiode)
Diese Liste gibt einen Überblick über alle Mitglieder des Repräsentantenhauses der Republik Malta in der 11. Wahlperiode von 2008 bis 2013.

## Präsidium
- Speaker Louis Galea, seit 2010 Michael Frendo
- Staatspräsident: Edward Fenech Adami, seit 2009 George Abela

## Zusammensetzung
Nach der Parlamentswahl 2008 setzt sich das Repräsentantenhaus wie folgt zusammen:
| Fraktion | Sitze |
| -------- | ----- |
| PN       | 35    |
| PL *     | 34    |
| gesamt   | 69    |

## Abgeordnete
| Name                       | Fraktion |
| -------------------------- | -------- |
| Carmelo Abela              | PL       |
| Anthony Agius Decelis      | PL       |
| Chris Agius                | PL       |
| David Agius                | PN       |
| Francis Agius              | PN       |
| Robert Arrigo              | PN       |
| Frederick Azzopardi        | PN       |
| Jason Azzopardi            | PN       |
| Evarist Bartolo            | PL       |
| Charlò Bonnici             | PN       |
| Owen Bonnici               | PL       |
| Tonio Borg                 | PN       |
| Leo Brincat                | PL       |
| Charles Buhagiar           | PL       |
| Stefan Buontempo           | PL       |
| Busuttil Luciano           | PL       |
| Chris Cardona              | PL       |
| Justyne Caruana            | PL       |
| Joseph Cassar              | PN       |
| Karl Chircop               | PL       |
| Marie Louise Coleiro Preca | PL       |
| Dolores Cristina           | PN       |
| Joseph Cuschieri           | PL       |
| Helena Dalli               | PL       |
| John Dalli                 | PN       |
| Mario de Marco             | PN       |
| Franko Debono              | PN       |
| Giovanna Debono            | PN       |
| Joseph Debono Grech        | PL       |
| Louis Deguara              | PN       |
| Joseph Falzon              | PN       |
| Michael Falzon             | PL       |
| Angelo Farrugia            | PL       |
| Lawrence Farrugia          | PL       |
| Michael Farrugia           | PL       |
| Antonio Fenech             | PN       |
| Joseph Fenech Adami        | PN       |
| Michael Frendo             | PN       |
| Roderick Galdes            | PL       |
| Ċensu Galea                | PN       |
| Mario Galea                | PN       |
| Austin Gatt                | PN       |
| Lawrence Gonzi             | PN       |
| Michael Gonzi              | PN       |
| Gavin Gulia                | PL       |
| José Herrera               | PL       |
| Charles Mangion            | PL       |
| Philip Mifsud              | PN       |
| Carmelo Mifsud Bonniċi     | PN       |
| Joe Mizzi                  | PL       |
| Jesmond Mugliett           | PN       |
| Silvio Parnis              | PL       |
| Clyde Puli                 | PN       |
| George Pullicino           | PN       |
| Marlene Pullicino          | PL       |
| Jeffrey Pullicino Orlando  | PN       |
| Anton Refalo               | Pl       |
| Chris Said                 | PN       |
| Joseph M Sammut            | Pl       |
| Alfred Sant                | Pl       |
| Stephen Spiteri            | PN       |
| Adrian Vassallo            | PL       |
| Edwin Vassallo             | PN       |
| George Vella               | PL       |
| Karmenu Vella              | PL       |
| Francis Zammit Dimech      | PN       |
| Anthony Zammit             | PN       |
| Ninu Zammit                | PN       |

Quelle: Homepage des Parlamentes; abgerufen am 19. April 2008.